# Mr. Músculo
Mr. Músculo é uma marca de produtos de limpeza para superfície difíceis; é fabricado pela S. C. Johnson & Son, desde a sua compra da Drackett de Bristol-Myers em 1992. O produto original foi desenvolvido na Drackett em 1986. [carece de fontes?]
Em 1994, houve alguma controvérsia a respeito Mr. Músculo depois de reclamações sobre a potência dos agentes de limpeza dentro do produto, que eram considerados desnecessariamente elevados e de um nível que poderia levar a potenciais problemas de saúde. 